# 山田真由美 (作曲家)

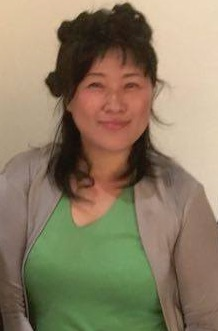
山田真由美 作曲家

山田 真由美（やまだ まゆみ、pirami、ぴらみ、1974年 - ）は、日本の作曲家。静岡県浜松市出身。

## 経歴
- 1995年　第5回テクノアート大賞優秀賞受賞
- 1996年　クワガタレコードレーベルを立ち上げる
- 1999年　東京藝術大学音楽学部作曲科作曲専攻卒業
- 2003年　NHK教育テレビ「ドレミノテレビ」遊び監修

## 主な作品

### アルバム
- Various Artist 『Compilation MIMIKAKI』 プロデュース（1996年）
- PIRAMI 『Kaguyachick Beauty』 作曲・プロデュース（2000年）
- Various Artist 『Compilation MIMIKAKI II』 プロデュース（2001年）
- UA 『DOROBON』 「泥棒（表参道の怪獣）ヴァージョン」 編曲・指揮（2002年）
- Double Famous 『Live In Japan』 「Ye Lai Xiang（桃源郷 Mix）」 編曲（2003年）
- UA 『うたううあ』 「まっかなあき」 編曲・遊び監修（2004年）
- UA 『SUN』 「踊る鳥と金の雨」 共作（2004年）
- UA 『踊る鳥と金の雨』 共作（2004年）

### サウンドトラック
- SIGGRAPH2000 Art Gallery Opening 『酒宴』（河口洋一郎作） 音楽担当（2000年）
- 映画 『Departure』（中川陽介監督）音楽担当（2001年）

### コラボレーション
- ヴェネツィア・ビエンナーレ日本館出品作 『Rompers』（小谷元彦作） 音楽担当（2003年）
- ファッションショー 『トリプティック春夏東京コレクション』 音楽担当（2005年）
- ファッションショー 『トリプティック秋冬東京コレクション』 音楽担当（2005年）[1]
- 国土交通省 「東京ジオサイト」 『地底音楽計画』 音楽プロデュース・作曲担当（2005年）
- 文化庁メディア芸術祭海外展出品作 『Morpho Tower Ⅱ』（児玉幸子作） 音楽担当（2006年）
- 水中アート+納豆漁業の考古学～納豆漁業121メートル集合2006 チェロによる演奏（2006年）
- HELENAプロジェクト 『Epiphania』（豊島由佳作） 音楽担当（2009年）
- 国立天文台４次元デジタル宇宙プロジェクト 『KAGUYA's Moon～A Lunar Contour Map:4D2U』 音楽・演奏担当（2011年）
- 磁性流体彫刻とメディアアートのデザイン展 2016『モルフォタワー / 二つの立てる渦』（児玉幸子作）音楽担当（2016年）

### 演奏会用作品
- 「星空ヨガ」（2004年）
- 「片岡詩乃ハープサロンコンサート」（2006年）
- 「HAIR COLORING SPLASH 2008」（2008年）
- 「ポリフォニック芸術論」（2008年）

### テレビCM
- 日本航空 「心にとどくこと<沖縄>」篇（2005年）
- 伊藤園 お～いお茶 「さらなる高みへ」篇（2007年）
- ポーラ 「美しい内側へ<自然>」篇（2008年）
- Panasonic VIERAケータイ ドコモ P-01A 「2WAYキー」篇（2008年）
- POLA APEX-i 「自分について語る」篇（2009年）
- SHISEIDO REVITAL Lifting Mask「Michele Monique Reis」（2011年）